# The Story of Us (canção)
"The Story of Us" é uma canção da cantora e compositora estadunidense Taylor Swift, gravada para o seu terceiro álbum de estúdio Speak Now. Foi lançada como o quarto single do disco em 19 de abril de 2011. Escrita e produzida pela própria intérprete, que contou com o auxílio de Nathan Chapman na produção, a obra foi composta após Swift passar por uma situação embaraçosa na premiação CMT Music Awards, onde sentou perto de um ex-namorado, supostamente John Mayer. No local, os dois se olhavam e se evitavam, fingindo até mesmo conversas com pessoas desconhecidas para não se falarem, mesmo que ambos tivessem muito a dizer ao outro. Ao chegar em casa, a artista disse para sua mãe que havia se sentido como se estivesse sozinha, mesmo estando em uma premiação lotada, até que ela dirigiu-se para o seu quarto, onde começou a compor uma música sobre essa situação, que mais tarde se chamaria "The Story of Us".
Musicalmente, trata-se de uma canção com fortes elementos de pop rock, enquanto liricamente narra o constrangimento de duas pessoas, que tiveram anteriormente um relacionamento conturbado. Após seu lançamento, a faixa dividiu a crítica especializada, principalmente no que refere-se à sua sonoridade, sendo que alguns elogiaram as batidas do tema e outros a depreciaram ao afirmar que tratava-se de uma tentativa frustrada de Swift "de abraçar seu lado pop". Comercialmente, "The Story of Us" obteve resultados comerciais moderados, entrando apenas nas paradas musicais da Bélgica, Canadá e Estados Unidos. Neste último país, a obra atingiu a 41.ª colocação da Billboard Hot 100, tornando-se no primeiro single da carreira de Swift a não se posicionar entre os quarenta primeiros. No entanto, recebeu posteriormente o disco de ouro da Recording Industry Association of America (RIAA) como recompensa pelas mais de 1 milhão de cópias vendidas em território estadunidense.
Seu vídeo musical acompanhante foi dirigido por Noble Jones e gravado na Universidade Vanderbilt, localizada em Nashville, Tennessee. O enredo da trama foi baseado no evento que inspirou a escrita do tema, focando-se em uma estudante universitária, interpretada por Swift, que se encontra acidentalmente com um ex-namorado, que havia a traido na época em que os dois estavam juntos, em uma sala de estudos da instituição. No local, estão presentes ainda diversos estudantes que não fazem ideia do que a personagem de Swift e seu ex passam e do desconforto deles ao olhar um para o outro. Durante a gravação do clipe, a cidade Nashville foi atingida por um grupo tornados, e isso fez com que a cantora e sua equipe se protegessem em um quarto sem janelas. Após seu lançamento, a produção recebeu comentários bastante positivos da crítica, que elogiaram principalmente o roteiro e a integração da situação do vídeo com os versos da música.

## Antecedentes e lançamento
Na edição de 2010 da premiação CMT Music Awards, voltada para música country, Swift se encontrou com um de seus ex-namorados. Entretanto, ela não se sentia confortável com a presença dele ali, que estava a apenas um par de assentos de distância dela. Os dois não estavam dispostos a conversar, embora tivessem muito a dizer, e, como resultado, passaram a se evitar, inclusive fingindo conversas engajadas com pessoas desconhecidas que estavam ao seu redor durante a premiação. A cantora até teve o desejo de enfrentá-lo, e perguntar se ele estava passando pela mesma experiência ruim que ela, mas não teve coragem. "Eu queria lhe dizer: 'Isso está te matando? Porque isso está me matando'. Mas não fiz isso. Porque eu não podia. Pois ambos tínhamos esses escudos silenciosos", disse Swift. Ela definiu todo esse acontecimento como "simplesmente miserável", e após o evento terminar, ela foi para sua casa, onde começou a ter inspirações para a escrita de uma música sobre esta situação embaraçosa que viria a ser "The Story of Us", na qual a artista definiu que é como "fugir de alguém, que você já tenha namorado, durante uma premiação". Ela comentou o seguinte sobre esse processo de composição:
| “ | Fui para casa e me sentei lá na mesa da cozinha, dizendo para a minha mãe que havia me sentido como se estivesse sozinha mesmo estando em uma sala lotada. Então eu me levantei e corri para o meu quarto, como ela já me viu fazer muitas vezes. E ela provavelmente começou a achar que eu estava escrevendo uma canção. E estava. Esta foi a última música que escrevi para o álbum, e depois que eu a terminei, sabia que meu disco já estava pronto. | ” |

"The Story of Us" foi incluída em Speak Now, terceiro álbum de estúdio de Swift, sendo a última obra gravada para o produto, pois o incidente que inspirou a faixa ocorreu mais proximamente do lançamento do disco do que as outras canções. A cantora mais tarde disse que já sabia que Speak Now estava pronto ao terminar a composição dessa música. Após seu lançamento, houve especulações por parte da imprensa de que a melodia havia sido escrita para Joe Jonas, mas o jornalista Chris Willman do Yahoo! disse não acreditar nisso, pois Swift já havia composto uma canção para ele em "Forever & Always", do disco Fearless (2008). Embora não tenha revelado qual foi o ex-namorado que inspirou o tema, a intérprete afirmou que "'The Story of Us' e 'Dear John' são sobre a mesma pessoa". Desde então, surgiu rumores de que a faixa seria para John Mayer, pois o próprio chegou a afirmar que "Dear John" era sobre ele. Além disso, Mayer também esteve presente no CMT Music Awards de 2010. "Essa foi a última música que escrevi para o álbum pois aconteceu muito recentemente. [...] Estávamos sentados a apenas seis assentos de distância um do outro e apenas lutando nesta guerra silenciosa do tipo 'Eu não me importo que você está aqui'. É tão terrivelmente, dolorosamente estranho", comentou Swift. Em 19 de abril de 2011, "The Story of Us" foi lançada como o quarto single de Speak Now, sendo enviada neste dia para as rádios mainstream dos Estados Unidos. Para sua divulgação, foi comercializada um pacote especial, que continha uma pulseira preta de couro com um logotipo de Speak Now e uma edição limitada do CD single de "The Story of Us".

## Composição
"The Story of Us" é uma canção do gênero pop rock de duração de quatro minutos e vinte e cinco segundos. De acordo com a partitura publicada pela Sony/ATV Music Publishing, trata-se de uma faixa escrita em um tempo de assinatura comum com um metrônomo de 138 batidas por minuto. Composta na chave musical de mi maior, os vocais de Swift variam entre as notas fá sustenido de três oitavas e si de quatro. Foi composta e produzida pela própria intérprete, que contou com o auxílio de Nathan Chapman na produção. Após seu lançamento, alguns críticos afirmaram que esta é a música mais pop de todo o disco Speak Now, sendo que alguns notaram ainda uma influência do pop punk. Scott Shelter da AOL Radio, por exemplo, aclamou a estrutura musical da canção, descrevendo-a como "uma batida vibrante, com guitarras e um refrão acelerado, soando mais para o lado pop de country pop". Na edição internacional do álbum, foi inserida uma versão especial da obra, que apresentava elementos mais pop que a original.
Liricamente, o tema narra o constrangimento que ocorre entre duas pessoas, que tiveram anteriormente um relacionamento conturbado. Durante alguns trechos, Swift apresenta os versos como "capítulos" de um livro, como numa parte em que ela diz "Próximo capítulo" e no final da obra, "Fim". Jonathan Keefe da Slant Magazine disse que a canção fala "sobre uma jovem que se transforma com um comportamento afiado e sarcástico, mas que não deixa ser definida por relacionamentos". Já Chris Willman do Yahoo! destacou os versos em que a intérprete canta: "Eu quero te falar que sinto sua falta, mas eu não sei como / Eu nunca ouvi este silêncio tão alto" e "Mas eu vou colocar minha armadura para baixo / Se você disser que prefere o amor do que lutar" como as partes mais marcantes da música. Em uma perspectiva diferente, Leah Greenblatt da revista Entertainment Weekly considerou o seguinte dístico da faixa, ("Eu costumava saber meu lugar era um lugar próximo a você / Agora eu estou procurando na sala uma cadeira vazia / Porque ultimamente eu não sei mesmo em que página você está") como um dos melhores versos de todo o disco Speak Now.

## Recepção da crítica
Após seu lançamento, "The Story of Us" recebeu comentários mistos da crítica especializada. Dave Heaton do site PopMatters disse que Speak Now é um álbum construído em cima de histórias conflitantes que resultam em uma discrepância entre essas histórias escritas e a vida real. Ele acrescentou que "The Story of Us" deixa isso explícito, "apresentando versos como 'capítulos', dentro de uma canção onde o enredo não está escrito do jeito que ela [Swift] gostaria, se transformando em uma 'tragédia' que ela nem imaginava", disse referindo-se ao rumo dos versos da faixa. Liz Stinson da revista Paste não ficou impressionada com a obra, comparando Swift como uma "prima chata" de Katy Perry na tentativa de abraçar o seu lado pop. Ela declarou ainda que a cantora "é mais forte quando deixa suas raízes country brilharem". Theon Weber de The Village Voice caracterizou a canção como "vertiginosa e bombástica [...] que brinca em torno de um pegajoso dance pop". Amanda Hensel do Taste of Country enalteceu a melodia, chamando-a de "otimista e divertido, possuindo até um pouco de rock". Já Rahul Prabhakar do The Oxonian Review notou que tratava-se de uma música com um "ritmo rápido e destinado para as meninas do ginásio, mas por outro lado chata", enquanto Rob Sheffield da revista Rolling Stone expressou que os fãs da artista "poderiam dizer que filmes femininos Swift vêm assistido a partir do título da música".

## Vídeo musical

### Desenvolvimento e lançamento

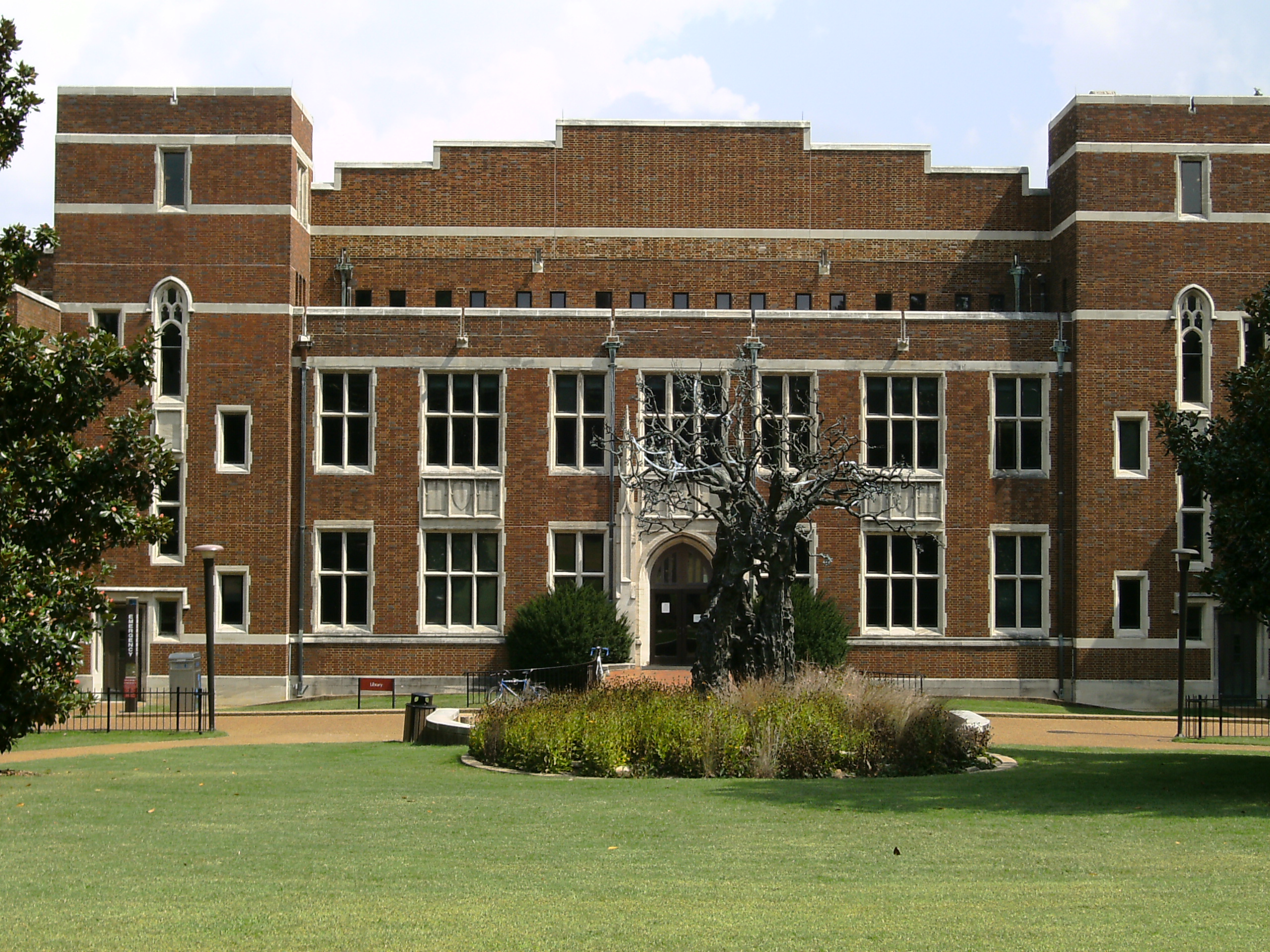
O videoclipe de "The Story of Us" foi gravado na biblioteca da Universidade Vanderbilt.

O vídeo musical acompanhante para "The Story of Us" foi dirigido por Noble Jones, e gravado na biblioteca da Universidade Vanderbilt, instituição privada localizada em Nashville, Tennessee, com algumas cenas adicionais sendo rodadas no Alumni Hall (um centro de ex-alunos) da universidade. O vídeo foi baseado no ocorrido que inspirou a canção. No roteiro da produção, Swift interpreta uma estudante universitária que se encontra com um ex-namorado, com quem teve um relacionamento conturbado, na biblioteca da universidade de Vanderbilt, e tenta se esconder dele. Embora o local esteja cheio com outros estudantes, ela sente-se como se estivesse sozinha diante desta situação embaraçosa. "Ele [o diretor] teve a ideia de rodar a trama na biblioteca, e eu liguei para ele e perguntei-lhe se estava disposto em levar [a ideia] para a biblioteca de uma universidade, como no estilo de Ivy League", comentou Swift. Durante as filmagens, a cidade de Nashville foi atingida por tornados, e isso fez com que Swift e sua equipe se protegessem em uma sala. A intérprete comentou sobre este ocorrido:
| “ | Houve algumas complicações [durante as gravações]. E isso aconteceu porque um grupo de tornados estavam atingindo Nashville. Tivemos que nos esconder. Toda a equipe. Ficamos em um quarto sem janelas, então foi um pouco louco. Tirando isso, foi divertido. | ” |

Em 20 de maio de 2011, foi divulgada no site da MTV estadunidense uma prévia de 44 segundos da trama. O vídeo estreou no dia 24 do mesmo mês às 19h53 (na zona horária do leste dos Estados Unidos), sendo transmitido com exclusividade pela MTV dos EUA e pelo seu site, sendo que, depois da estreia, Swift participou de um bate-papo na emissora, ao lado de Sway Calloway da MTV News para um segmento especial chamado MTV First: Taylor Swift. Logo depois, a produção foi enviada para a conta de Swift no Vevo e ficou disponível para compra na iTunes Store. Segundo a cantora, assistir o resultado final de "The Story of Us" poderia ser um pouco difícil para ela, mas não por conta do ocorrido com o tornado, mas sim pela pessoa que inspirou a faixa. Ela comentou: "Quando estou no palco ou assistindo [um dos meus] videoclipes, a primeira coisa que me vem à mente é a pessoa que inspirou a canção. É como se a primeira coisa que você pensa é o momento que deu origem à música, e isso é insuportável, lembrar-se de uma terrível situação em que você fugiu de um ex-namorado pela primeira vez". Mais tarde, a artista declarou que "The Story of Us" é diferente dos restos de seus outros clipes, declarando: "a maior diferença entre esse novo vídeo e todos os outros é que eu gosto de fazer um final feliz acontecer, e com este vídeo, isso não acontece". Antes do lançamento do vídeo oficial, a Universal Music Group divulgou um clipe promocional da obra com cenas da etapa europeia da Speak Now World Tour, segunda turnê mundial de Swift.

### Enredo

Após entrar em uma sala da universidade cheia de estudantes, Swift encontra-se acidentalmente com um ex-namorado, com quem teve um relacionamento conturbado. Durante todo o vídeo, os dois ficam se olhando constantemente, e disfarçadamente, sem coragem de dizer ao outro como se sentem

A produção inicia-se realizando tomadas aleatórias de cantos da universidade e de alguns livros, até que pára em um escrito "The Story of Us". Logo em seguida, Swift surge sentada em uma mesa, com uma pilha de livros ao lado dela, enquanto a banda da cantora toca e é exibido monumentos e quadros da instituição. Após essas cenas, surge uma página onde está escrito "Chapter One", e a intérprete começa a cantar os primeiros versos da faixa. Durante todo o vídeo, são transitadas cenas da artista interpretando o tema entre duas estantes de livros, sentada e deitada sob uma mesa e, ocasionalmente, deitada em cima de um livro chamado "The Story of Us". A produção mostra ainda um funcionário da biblioteca sentado, tentando ler, mas que é atrapalhado pelos músicos da artista, que estão tocando a canção, além de retratar estudantes lendo e folheando livros. As tomadas entre ela e seu ex-namorado iniciam-se logo depois do início da trama, mostrando eles dois juntos em uma biblioteca, namorando, dando a entender que tratava-se de uma cena do passado. Em seguida, a trama mostra a artista, interpretando uma aluna universitária, dirigindo-se para uma sala da universidade, onde estudantes estão sentados em diversas mesas, instruindo-se com livros e anotações. Posteriormente, ela senta-se, e enquanto está estudando, nota a presença de seu ex-namorado no outro lado da sala e, fica surpresa, escondendo-se atrás de um livro para não ser notada por ele. Ela fica apreensiva, e, ao ver que esconder-se atrás de um livro não iria dar resultado, começa a observar as pessoas presentes perto de si, para evitar olhar para seu ex.
Pouco depois, ele nota a presença de Swift, sem ela perceber, e também começa a evitá-la. Ambos, eventualmente, passam a olhar constantemente um para o outro, até que se vêem olho a olho, e tentam soltar um silencioso e distante "Oi", mas não conseguem. Na mesma sala em que os dois estão, são mostrados outros estudantes, entre eles um que está com um fone de ouvido, prestando mais atenção na música do que na leitura, e outra que está quase dormindo. Logo depois, o vídeo é direcionado novamente para outra cena do passado, na biblioteca, onde uma garota puxa o ex namorado de Swift, e eles começam a namorar no local, mas disfarçam quando um funcionário da biblioteca aparece. Quando o funcionário sai, o cara pega a menina para beijá-la de novo. Esta traição, do agora ex, fez com que Swift e ele terminassem com o relacionamento. Passados alguns segundos, Swift finalmente consegue acenar um "oi" para ele, que acena de volta. Os dois decidem se levantar para se encontrarem, e, enquanto estão se aproximando um do outro, os estudantes, que não fazem ideia do que os dois estão passando, passam a jogar diversas folhas de papel para cima, e começam a dançar e festejar, enquanto Swift e seu ex se encontram. Os dois ficam cara a cara, sentindo-se estranhos, ambos tentando dizer para o outro como se sente, mas não conseguem, e então decidem virar de costas e vão embora. No final, Swift surge sentada em uma mesa com o livro "The Story of Us" na mão, dizendo: "The End".

### Recepção
Após seu lançamento, o videoclipe recebeu comentários bastante positivos da imprensa especializada. Allison Bonaguro do Country Music Television elogiou a definição da trama, escrevendo: "Gravar em uma biblioteca foi uma maneira inteligente de fazer com que algumas letras da faixa como "Eu não sei mesmo em que página você está" e "Eu nunca ouvi este silêncio tão alto" realmente brilharem". Jillian Mapes da revista Billboard comentou que no vídeo, "Swift interpreta uma estudante fixada por livros que tenta perder-se nas estantes da biblioteca e não no amor". Já Kyle Anderson da Entertainment Weekly aclamou a produção por ser "um pouco mais belo e inteligente do que os outros vídeos da cantora", e que, segundo ele, poderia ser considerado como uma sequência do clipe de "You Belong with Me" (2009). Ele concluiu sua resenha declarando que a intérprete gosta de pensar em si mesma como um símbolo do jovem empoderamento feminino, mas que ela é melhor falando sobre "doces e pequenos contos de amor não correspondido". Carina Adly MacKenzie do Zap2it obteve uma opinião similar, dizendo que "Swift estava se formando nos dias de baile colegial do vídeo de 'You Belong with Me' para ir a um mundo de livros empoeirados e usando óculos modernos em 'The Story of Us'". Donna Kaufman do iVillage achou o vídeo bastante "divertido" e "fofo", e destacou o conceito de biblioteca universitária presente na trama que, segundo ela, está "patenteado sob o estilo [das produções de] Taylor Swift".

## Apresentações ao vivo
A primeira apresentação televisionada de "The Story of Us" ocorreu no programa The Ellen DeGeneres Show, em maio de 2011, onde Swift cantou utilizando uma roupa feminina de estudante, com mini-saia preta, camisa branca de mangas compridas e uma gravata. Após a performance ser transmitida, Ryan Gamble do Examiner comentou que foi uma interpretação divertida, e que mostrou os talentos de Swift como artista, escrevendo ainda: "A estreia desta canção [na televisão] foi um grande momento para o programa, e também mostrou o quanto Swift realmente está disposta a oferecer aos seus fãs". Para um jornalista não-creditado do site AceShowBiz, a cantora representou no palco "uma garota atrevida de colégio interno, enquanto tocava com a sua banda". A canção também foi incluída no repertório da Speak Now World Tour (2011-12), a segunda turnê mundial da musicista. Uma de suas apresentações na turnê foi gravada e incluída no primeiro álbum de vídeo da intérprete, o Speak Now: World Tour Live, que foi lançado em CD e DVD. Outra interpretação da faixa ocorreu durante uma pausa da etapa europeia dos shows da Speak Now World Tour, quando Swift realizou um set acústico para a BBC Radio 1, onde outras músicas também foram apresentadas.

## Desempenho nas paradas musicais
Após o lançamento do álbum Speak Now, "The Story of Us" estreou na 41.ª posição da Billboard Hot 100, uma parada musical dos Estados Unidos publicada pela revista Billboard que lista as canções mais tocadas e vendidas a cada semana no país. Na mesma semana de estreia da faixa, outras nove músicas do disco também estrearam nesta parada, fazendo de Swift a artista com mais músicas na Billboard Hot 100 em apenas uma semana, sendo no total onze, quando incluindo "Mine", o primeiro single de Speak Now. A 41.ª colocação foi a maior que a obra conseguiu nos Estados Unidos e, depois que foi lançado como single, não obteve o mesmo êxito, reestreando no 98.º lugar em 28 de maio de 2011, e atingindo o seu pico como single em 25 de junho do mesmo ano, na 66.ª posição. Como resultado, "The Story of Us" tornou-se no primeiro trabalho de Swift que não se posicionou no top 40 da Billboard Hot 100, sendo na época, o single pior posicionado de Swift nos Estados Unidos. O tema também apareceu em compilações genéricas da revista Billboard, como por exemplo na Adult Pop Songs, na 31.ª colocação e na Pop Songs, na 21.ª. Mais tarde, recebeu o certificado de disco de platina da Recording Industry Association of America (RIAA), como recompensa pelas mais de 1 milhão de cópias vendidas em território estadunidense. Além dos Estados Unidos, a canção entrou na parada musical do Canadá e da região valona da Bélgica, no 70.º e no 15.º lugar, respectivamente.
| Parada musical (2011)                         | Melhor posição |
| --------------------------------------------- | -------------- |
| Bélgica - Ultratip (Valônia)                  | 15             |
| Canadá - Canadian Hot 100                     | 70             |
| Estados Unidos - Billboard Hot 100            | 41             |
| Estados Unidos - Billboard Adult Contemporary | 23             |
| Estados Unidos - Billboard Adult Pop Songs    | 31             |
| Estados Unidos - Billboard Pop Songs          | 21             |

| Estados Unidos - RIAA                        | Platina | + 1.000.000* |
| * Número de vendas com base na certificação. |         |              |

## Créditos
Todo o processo de elaboração da canção atribui os seguintes créditos pessoais:
- Taylor Swift - vocais, composição, produção;
- Nathan Chapman - produção;
- Tom Bukovac - guitarra elétrica;
- Nathan Yarborough - assistência de engenharia;
- Mark Crew - engenharia de mixagem e instrumentação adicional;
- Dean Gillard, Matt Ward - instrumentação, mixagem e produção adicionais.